# Шефер (деревня)
Ше́фер — деревня в Москаленском районе Омской области России. Входит в Ильичевское сельское поселение.
Основана в 1923 году.
Население — 486 (2021)

## География
Деревня расположена в лесостепи в пределах Ишимской равнины, относящейся к Западно-Сибирской равнине, в 2,3 км к северу от озера Камышловское. В окрестностях березовые и березово-осиновые колки. Почвы — солончаки луговые (гидроморфные), а также чернозёмы языковатые обыкновенные.
По автомобильным дорогам расстояние до областного центра города Омск — 95 км, до районного центра посёлка Москаленки 19 км, до административного центра сельского поселения села Ильичевка — 6 км. Ближайшая железнодорожная станция расположена в посёлке Москаленки.
Часовой пояс
Шефер, как и вся Омская область, находится в часовой зоне МСК+3. Смещение применяемого времени относительно UTC составляет +6:00.

## История
Основана как немецкий хутор в 1923 году. Колхоз «Наш труд».

## Население
| 1926 | 1970 | 1989 | 2010 |
| ---- | ---- | ---- | ---- |
| 57   | ↗232 | ↘221 | ↘218 |